# Town of Port Hedland
Town of Port Hedland is een lokaal bestuursgebied (LGA) in de regio Pilbara in West-Australië. Town of Port Hedland telde 15.684 inwoners in 2021. De hoofdplaats is Port Hedland.

## Geschiedenis
Op 22 juni 1894 werd het Pilbara Road District opgericht. Het werd op 18 maart 1904 hernoemd tot het Port Hedland Road District.
Ten gevolge de Local Government Act van 1960 werd het district op 23 juni 1961 de Shire of Port Hedland. Door de bevolkingsaangroei werd het district op 17 februari 1989 tot de Town of Port Hedland verheven.

## Beschrijving
Het lokale bestuursgebied Town of Port Hedland beslaat een oppervlakte van 18.764 km². Het ligt in de regio Pilbara, ongeveer 1.800 kilometer ten noorden van de West-Australische hoofdstad Perth.
In 2021 telde Town of Port Hedland 15.684 inwoners.
De belangrijkste economische sector is de grondstoffensector. Australiës grootste bulkhaven is in het district gevestigd. Er passeert elk jaar ongeveer een half miljard ton goed, vooral ijzererts.

## Plaatsen, dorpen en lokaliteiten
- Port Hedland
- Finucane Island
- Mundabullangana
- Condon (Shellborough)
- South Hedland
- Wedgefield